# Intermodalny terminal przeładunkowy
Intermodalny terminal przeładunkowy – obiekt przestrzenny z właściwą mu organizacją i infrastrukturą umożliwiającą przeładunek intermodalnych jednostek transportowych: kontenerów, nadwozi wymiennych i naczep samochodowych pomiędzy środkami transportu należącymi do różnych gałęzi transportu oraz wykonywanie operacji na tych jednostkach w związku z ich składowaniem i użytkowaniem.